# Iris Marín Ortiz
Iris Marín Ortiz (Bogotá, 1977) es una abogada constitucionalista graduada de la Facultad de Jurisprudencia de la Universidad del Rosario, experta en justicia transnacional, paz y derechos humanos. El 16 de agosto de 2024 fue elegida Defensora del pueblo de Colombia para el periodo 2024-2028, siendo la primera mujer designada al frente de esta institución en 35 años de existencia. Se ha desempeñado como magistrada auxiliar en la Corte Constitucional, la Jurisdicción Internacional para la paz, la Comisión de la Verdad y la Unidad de Víctimas. Ha destacado por su trabajo como defensora de derechos humanos y como experta en Constitución, paz, derechos humanos e igualdad material.

## Trayectoria
Iris Marín Ortiz, se graduó en la Universidad del Rosario (1995-2001) y cuenta con una maestría en Derecho de la Universidad Nacional de Colombia. (2003-2009) Con experiencia de varias décadas como letrada, entre 1999 y 2007 trabajó como abogada asistente y coordinadora de la Comisión Colombiana de Juristas (CCJ), una organización de abogados defensores de derechos humanos en la que participó en la redacción de la demanda contra la Ley de Justicia y Paz. De allí pasó a trabajar en la Unidad de Víctimas como directora técnica de reparación y subdirectora general de la Unidad para la Atención y Reparación Integral a las Víctimas.  
En 2009 realizó una consultoría en reparaciones para la Comisión de la Verdad de Ecuador, un año después, de 2010 a 2011 fue asesora nacional de justicia y género para ONU Mujeres-Colombia.
Durante las negociaciones de paz con las FARC, en el gobierno de Juan  Manuel Santos, asesoró a la delegación del gobierno en temas de reparación. Luego, como magistrada auxiliar del magistrado Antonio Lizarazo, fue parte del grupo que revisó la ley estatutaria de la JEP entre enero de 2020 a febrero de 2021.   Posteriormente, apoyó en la elaboración de hallazgos y recomendaciones de la Comisión para el Esclarecimiento de la Verdad. 
Ha colaborado también como defensora de derechos humanos en organizaciones como la Comisión Colombiana de Juristas (CCJ), Centro de Estudios en Derecho, Justicia y Sociedad (Dejusticia) y en la Consultoría para los Derechos Humanos y el Desplazamiento (Codhes). 
También ha sido profesora en derechos humanos, derecho constitucional, igualdad de género, derechos de las víctimas y justicia transicional en diversas universidades, como Santo Tomás, Universidad El Bosque 
Desde 2018, su último trabajo antes de llegar a la Defensoría fue como magistrada auxiliar coordinadora de la Corte Constitucional, en el despacho de Natalia Ángel Cabo, en la Sala de Desplazamiento. 

### Elección como defensora del pueblo
El 16 de agosto de 2024 fue elegida como nueva defensora del Pueblo por la Cámara de Representantes, logrando los 170 votos necesarios y convirtiéndose en la primera mujer en dirigir la entidad. Iris Marín fue designada entre una terna finalista presentada por el presidente Gustavo Petro en la que se encontraban también Jomary Ortegón Osorio (10 votos) y Dora Lucy Arias Giraldo (6 votos). Obtuvo el apoyo mayoritario de las bancadas de los partidos Liberal, Conservador, 'la U', Alianza Verde, Comunes, las curules de paz, Pacto Histórico, Cambio Radical y el Centro Democrático.
La nueva defensora del Pueblo desde el 1 de septiembre de 2024 que sustituye al abogado Carlos Ernesto Camargo Assis se comprometió en su intervención en la Cámara a trabajar por la prevención de la violencia en el país, la discriminación contra las mujeres y que buscará un ambiente para ayudar al medio ambiente. Tras ser elegida, señaló que era la primera vez en la historia que un presidente confía al 100 por ciento en las mujeres para defender al pueblo y se comprometió a mantener una posición independiente y l.

## Publicaciones
- Medidas de reparación. Capítulo VII del Manual sobre desplazamiento Interno. Edición ACNUR y ICRC (2022).[11]
- La participación de las víctimas en la jep en el caso de toma de rehenes y privaciones graves de la libertad (caso 001, auto 184 de 5 de noviembre de 2020)  capítulo 3 del libro "El derecho internacional humanitario en la Jurisdicción Especial para la Paz de Colombia Volumen II". Editorial Tirant lo Blanch 2024 ISBN= 9788411977708[12]